# Bluejacking
El bluejacking consisteix a enviar missatges no sol·licitats per Bluetooth a dispositius que els poden rebre, com ara telèfons mòbils, PDAs, ordinadors portàtils o ordinadors de butxaca. El Bluetooth té un abast molt curt, normalment uns 10 metres en el cas dels telèfons mòbils, però els ordinadors poden arribar als 100 metres si disposen de transmissors potents.